# Comércio colaborativo
O comércio colaborativo ou c-commerce consiste na utilização das tecnologias da Internet para integrar os processos de negócio de uma organização, a nível interno e com eventuais parceiros, fornecedores e clientes. Entre os processos de negócio mais utilizados em ambiente colaborativo, contam-se: planejamento e previsões, gestão do inventário e da cadeia de abastecimento, design e desenvolvimento de produtos, fabrico (capacidade produtiva e meios de produção) e processos logísticos .Os benefícios que advêm da sincronização ou da integração destes processos são: a diminuição de custos e do ciclo de vida dos produtos, a possibilidade de criação de novos serviços e a aquisição e retenção de clientes. Tudo isto traduz-se num maior retorno do investimento. As organizações que apresentam níveis elevados de colaboração são na sua maioria da área das tecnologias (hardware e software) e dos serviços (financeiros e telecomunicações).
O maior obstáculo que se coloca ao comércio colaborativo é de natureza humana e não tecnológica. Prende-se sobretudo com a ausência de confiança entre parceiros de negócios o que, muitas vezes, impossibilita a integração dos seus sistemas de informação e processos de negócio. Isto é, as organizações mostram-se renitentes na partilha de informação proprietária com o receio de que esta não seja utilizada de forma ética.

## História
Desde os anos 90 que a Internet tem vindo a operar mudanças profundas em todos os sectores da sociedade, nomeadamente no sector económico. O resultado foi a transição de uma economia industrial para uma economia de serviços baseada na informação e no conhecimento. O negócio electrónico ou e-business é uma das faces visíveis desta nova economia. Só nos E.U.A., no ano 2000, foram transaccionados 400 000 milhões de dólares por esta via. Em 2001, grande parte destas transacções, a nível global, era devido a interacções entre empresas (Business-to-Business ou B2B).
A rede das redes tem permitido às organizações criarem tentáculos não só com o intuito de se expandirem, mas também, com o propósito de estabelecerem parcerias com outras organizações à escala mundial. Se anteriormente ao aparecimento da Internet a tónica estava na expansão, ou seja, no aumento do tamanho de uma organização através da criação de novos departamentos ou de sucursais localizadas em pontos estratégicos, posteriormente, a colaboração entre organizações que se complementem nas suas actividades acaba por revelar-se mais frutífera e menos dispendiosa. Aliás, numa conjuntura económica global e competitiva, acaba mesmo por se tornar numa exigência para fazer face às crescentes expectativas dos clientes.
A seguinte figura ilustra a evolução dos mercados na Internet e a sua consequência nos modelos de negócio empresariais.
Fig.1 - Evolução dos modelos empresariais na Internet.

## Eixos Principais
O comércio colaborativo gira à volta de três eixos pricipais a saber: comércio electrónico ou e-commerce, gestão do conhecimento e computação colaborativa .
De entre as  três categorias de comércio electrónico: business-to-consumer (B2C), consumer-to-consumer (C2C) e business-to-business (B2B), esta última é cada vez mais importante para o estabelecimento de um ambiente colaborativo. Este tipo de transacções interorganizacionais acaba por resultar em inovação (novos produtos e serviços), maior qualidade e satisfação do cliente, aspectos-chave num mercado global e competitivo. Por exemplo, duas ou mais organizações que são substitutas numa cadeia de abastecimento, trabalhando de forma cooperativa, conseguem reduzir custos e aumentar a sua performance.
A gestão do conhecimento é fundamental para as organizações. O conhecimento e a informação estão na base do desenvolvimento de novos produtos e serviços. A quantidade de  informação que é veiculada diariamente através dos vários canais, sendo a Internet o mais emblemático (7,3 milhões de páginas web criadas por dia),  pressupõe uma capacidade de actualização e aprendizagem constantes e transversais à organização. As experiências partilhadas com outras organizações também constituem uma fonte de aprendizagem. As organizações aprendentes são as que mais facilmente geram conhecimento e se adaptam às mudanças requeridas num ambiente colaborativo. Aliás, a gestão do conhecimento numa organização está fortemente associada ao conceito de equipa que, por sua vez, remete para a colaboração.
A computação colaborativa providencia a plataforma tecnológica onde decorrem as transacções interorganizacionais, nomeadamente sistemas que suportam o design colaborativo, a comunicação entre grupos de trabalho distribuídos em tempo real, entre outras funcionalidades. A computação colaborativa é o produto de uma miscelânea de tecnologias tais como multimédia, inteligência artificial, processamento distribuído, sistemas de base de dados e, de disciplinas como comportamento organizacional e interacção homem-computador.

## Modelos
Os modelos de comércio colaborativo podem ser rígidos ou flexíveis dependendo do tipo de relações existente entre as organizações. De acordo com isto, podemos considerar os seguintes modelos:
Fig.2 - Modelos de comércio colaborativo.
Os modelos rígidos podem assumir as seguintes formas: um para muitos, muitos para um e um para um. Nestes casos, verifica-se o domínio de uma das partes nas transacções comerciais. Ou seja, existe uma relação de dependência. Quanto aos modelos flexíveis, podem considerar-se as seguintes tipologias: muitos para muitos, um para muitos e muitos para um. Nestas situações, não há parceiros de negócios fixos porque não se coloca a questão do domínio ou dependência. A escolha destes vai depender das necessidades da organização e dos benefícios que poderão advir dessa relação. Porém, isso implicará um constante reajustamento da infraestrutura de comércio electrónico, que deverá ser minimizado através de, por exemplo, criação de arquitecturas federadas. Ou seja, as organizações continuam a operar autonomamente ao mesmo tempo que participam numa estrutura colaborativa. No entanto, a heterogeneidade que se verifica nos modelos de negócio e noutros aspectos das várias organizações poderá representar um obstáculo para uma arquitectura federada de comércio colaborativo devido a questões de interoperabilidade.

## Tecnologias
As tecnologias fundamentais para o estabelecimento do comércio colaborativo encontram-se sempre associadas à questão da segurança, do design colaborativo e da gestão da cadeia de abastecimento. Ou seja, encontram-se focadas na integração dos processos de negócio a nível interorganizacional (B2B c-commerce). No entanto, cada vez mais, as organizações apostam num investimento maior na área do marketing, das vendas e dos serviços, como forma de captar e reter clientes. Além disso, as tecnologias colaborativas ao permitirem um feedback da parte destes, contribuem para a personalização e melhoria da qualidade dos produtos e serviços dessas organizações. Dado o panorama económico actual, esta é a opção que permite uma maior celeridade no retorno do investimento.
A capacidade de abertura das fronteiras de uma organização ao exterior depende muito do grau de integração interna dos seus processos de negócio. Esta é conseguida através da automatização introduzida pelos sistemas de wokflow. Desta forma, é facilitada a integração e interoperabilidade entre componentes que constituem a esfera colaborativa, nomeadamente os sistemas de CRM (Customer Relationship Management), ERP (Enterprise Resource Planning), e de Comércio electrónico (e-Commerce). O seguinte esquema ilustra esta interacção:
Fig. 3 - A esfera do comércio colaborativo 
De acordo com o esquema, num ambiente integrado, os sistemas ERP obtêm a informação de que necessitam, nomeadamente sobre a procura de bens e serviços, através dos sistemas CRM. Estes, por sua vez, permitem acompanhar o comportamento e as tendências dos consumidores através dos dados recolhidos pela aplicação de comércio electrónico.

## Segurança
Estudos revelam que o maior entrave ao comércio colaborativo é a ausência de confiança entre as organizações, no sentido de partilharem informação proprietária, muitas vezes, respeitante a processos de negócios críticos no seio dessas mesmas organizações .
Uma das medidas que contribuiria para minimizar este receio seria o de manter um número reduzido de parceiros de negócio. Outra, consistiria na utilização de software próprio para ambientes colaborativos, nomeadamente, aqueles que permitem uma interacção em tempo real entre os indivíduos, mimetizando a proximidade que um ambiente tradicional de negócios impõe.
Apesar da componente humana ser indispensável para a colaboração, a questão tecnológica também desempenha um papel importante em manter a informação acessível apenas aos intervenientes da esfera colaborativa, através de processos como autenticação, encriptação e da segurança da rede.

## Exemplos
Em Portugal, já existem iniciativas de natureza colaborativa entre empresas, nomeadamente a industryportugal.com, uma iniciativa da Associação Empresarial de Portugal e da Pararede que permite efectuar transacções comerciais, desenvolver e integrar comunidades de negócio e aceder a conteúdos diferenciadores por sectores industriais (têxtil e vestuário, calçado, metalomecânica, produtos de grande consumo e alimentar) .
A nível internacional existem vários casos emblemáticos de comércio colaborativo. Por exemplo, a maior empresa de bens de consumo, Procter and Gamble, utiliza as tecnologias da Internet para permitir aos seus fornecedores e clientes acederem à sua intranet.

## Outras Referências
- NAKATANI, K.; TA-TAO, C. – Issues of trust and commitment in collaborative commerce. Issues in Information Systems [Em linha]. International Association for Computer Information Systems. IV (2003) 625-631. [Consult. 12 Dez. 2008]. 
Disponível em: https://web.archive.org/web/20100924185244/http://iacis.org/iis/2003_iis/PDFfiles/NakataniChuang.pdf